# Konjuševac
Kunushec en albanais et Konjuševac en serbe latin (en serbe cyrillique : Коњушевац) est une localité du Kosovo située dans la commune/municipalité de Podujevë/Podujevo, district de Pristina (Kosovo) ou district de Kosovo (Serbie). Selon le recensement kosovar de 2011, elle compte 873 habitants, dont 871 Albanais.

## Démographie

### Évolution historique de la population dans la localité
| 1948 | 1953 | 1961 | 1971 | 1981 | 1991 | 2011 |
| ---- | ---- | ---- | ---- | ---- | ---- | ---- |
| 433  | 468  | 355  | 419  | 570  | 703  | 873  |

|  |